# آرامگاه شیخ علاءالدوله سمنانی
خانقاه شیخ علاءالدوله سمنانی مربوط به دوره ایلخانی است و در شهرستان سرخه، صوفی‌آباد واقع شده و این اثر در تاریخ ۲۱ آبان ۱۳۱۷ با شمارهٔ ثبت ۳۲۰ به‌عنوان یکی از آثار ملی ایران به ثبت رسیده است.
این بنا در آغاز بنایی رفیع و با عظمت بود که بدستور عمادالدین جمال‌الدین عبدالوهاب وزیر سلطان محمد خدابنده از خشت خام ساخته شد و شیخ علاءالدوله سپس خانقاهی بر آن افزود و در آنجا به ریاضت پرداخت و پس از مرگ در آنجا به خاک سپرده شد. بنای خانقاه و آرامگاه شیخ علاءالدوله سمنانی که بازمانده معماری اواخر قرن هشتم است، به علت نداشتن استحکام و بی‌توجهی روبه ویرانی نهاد. به طوری که به جز دو ستون ایوان بقیه بنا منهدم شد.
گدار در توصیف بنا می‌گوید:
شاید در بنای خانقاه علاءالدوله نزدیک سمنان بوده که مسئله انتقال از طرح مربع به طرح مدوّر توسط اشکال واسطه‌ای که یکدیگر را تکمیل میکرده‌اند بطور آشکار او کامل حل شده باشد. در خارج طرح مربع تالار مرکزی این بنا در عمل، در بالای بناهائی که آنرا احاطه می‌کند یک کثیرالاضلاع هشت ضلعی میگردد و بعداً کثیر الاضلاع ۱۶ ضلعی می‌شود سپس گریو استوانه‌شکل گنبد قرار می‌گیرد که آن خود حامل گنبد است. اشکوبهای درست برجسته و آشکارند و من فکر می‌کنم که در کنار دوازده امام یزد که اسلوب را حفظ کرده و یا لااقل در نظر ما حفظ شده است شاید بتوان خانقاه سمنان را نمونه‌ای دانست که دارای خصوصیات این نوع بناهاست. من حتی فکر می‌کنم که بنا با دهانه‌های وسیع زاویه‌ایش که بطور واضح سیستم ساختمانی را مشخص می‌سازد و گنبد دوپوششی آن که نیمرخ بنا را چنان بلند چون شبحی در آسمان، پیش از روزگار صفویان برافراشته یکی از جالب‌ترین آثار تاریخی ایران است. متأسفانه بر روی طبقه‌ای از خشت خام ساخته شده قرار گرفته است بالنتیجه در معرض خطر بزرگ نابودی می‌باشد.